# Тулансинго (Тулансинго де Браво)
Тулансинго (шп. Tulancingo) насеље је у Мексику у савезној држави Идалго у општини Тулансинго де Браво. Насеље се налази на надморској висини од 2157 м.

## Становништво
Према подацима из 2010. године у насељу је живело 102406 становника.

### Хронологија
| Година       | 2000                  | 2005                  | 2010                   |
| ------------ | --------------------- | --------------------- | ---------------------- |
| Становништво | 94637 (44138 / 50499) | 96538 (44723 / 51815) | 102406 (47775 / 54631) |

### Попис
| \| \| м \| \| \| ж \| \| 0—2 \| 2.644 \| \| \| 2.581 \| \| 3—5 \| 3.000 \| \| \| 2.832 \| \| 6—11 \| 5.748 \| \| \| 5.558 \| \| 12—14 \| 2.614 \| \| \| 2.668 \| \| 15—17 \| 2.878 \| \| \| 2.923 \| \| 18—24 \| 6.322 \| \| \| 7.352 \| \| 60+ \| 3.853 \| \| \| 5.282 \| \| Просек : \| 28,8 \| \| \| 30,8 \| |       |  |  |       |
| |       |  |  |       |
| | м     |  |  | ж     |
| 0—2 | 2.644 |  |  | 2.581 |
| 3—5 | 3.000 |  |  | 2.832 |
| 6—11 | 5.748 |  |  | 5.558 |
| 12—14 | 2.614 |  |  | 2.668 |
| 15—17 | 2.878 |  |  | 2.923 |
| 18—24 | 6.322 |  |  | 7.352 |
| 60+ | 3.853 |  |  | 5.282 |
| Просек : | 28,8  |  |  | 30,8  |

| #   | Индикатор                                                                                        | Вредност |
| --- | ------------------------------------------------------------------------------------------------ | -------- |
| 1   | Становништво од 0 до 2 године                                                                    | 5225     |
| 2   | Мушко становништво од 0 до 2 године                                                              | 2644     |
| 3   | Женско становништво од 0 до 2 године                                                             | 2581     |
| 4   | Становништво са 3 и више година                                                                  | 95627    |
| 5   | Мушко становништво са 3 и више година                                                            | 44353    |
| 6   | Женско становништво са 3 и више година                                                           | 51274    |
| 7   | Становништво са 5 и више година                                                                  | 91782    |
| 8   | Мушко становништво са 5 и више година                                                            | 42363    |
| 9   | Женско становништво са 5 и више година                                                           | 49419    |
| 10  | Становништво са 12 и више година                                                                 | 78489    |
| 11  | Мушко становништво са 12 и више година                                                           | 35605    |
| 12  | Женско становништво са 12 и више година                                                          | 42884    |
| 13  | Становништво са 15 и више година                                                                 | 73207    |
| 14  | Мушко становништво са 15 и више година                                                           | 32991    |
| 15  | Женско становништво са 15 и више година                                                          | 40216    |
| 16  | Становништво са 18 и више година                                                                 | 67406    |
| 17  | Мушко становништво са 18 и више година                                                           | 30113    |
| 18  | Женско становништво са 18 и више година                                                          | 37293    |
| 19  | Становништво од 3 до 5 година                                                                    | 5832     |
| 20  | Мушко становништво од 3 до 5 година                                                              | 3000     |
| 21  | Женско становништво од 3 до 5 година                                                             | 2832     |
| 22  | Становништво од 6 до 11 година                                                                   | 11306    |
| 23  | Мушко становништво од 6 до 11 година                                                             | 5748     |
| 24  | Женско становништво од 6 до 11 година                                                            | 5558     |
| 25  | Становништво од 8 до 14 година                                                                   | 12669    |
| 26  | Мушко становништво од 8 до 14 година                                                             | 6398     |
| 27  | Женско становништво од 8 до 14 година                                                            | 6271     |
| 28  | Становништво од 12 до 14 година                                                                  | 5282     |
| 29  | Мушко становништво од 12 до 14 година                                                            | 2614     |
| 30  | Женско становништво од 12 до 14 година                                                           | 2668     |
| 31  | Становништво од 15 до 17 година                                                                  | 5801     |
| 32  | Мушко становништво од 15 до 17 година                                                            | 2878     |
| 33  | Женско становништво од 15 до 17 година                                                           | 2923     |
| 34  | Становништво од 18 до 24 године                                                                  | 13674    |
| 35  | Мушко становништво од 18 до 24 године                                                            | 6322     |
| 36  | Женско становништво од 18 до 24 године                                                           | 7352     |
| 37  | Женско становништво од 15 до 49 година                                                           | 30046    |
| 38  | Становништво са 60 и више година                                                                 | 9135     |
| 39  | Мушко становништво са 60 и више година                                                           | 3853     |
| 40  | Женско становништво са 60 и више година                                                          | 5282     |
| 41  | Однос између мушкараца и жена                                                                    | 87.45    |
| 42  | Становништво од нуле до 14 година                                                                | 27645    |
| 43  | Становништво од 15 до 64 године                                                                  | 67143    |
| 44  | Становништво од 65 година и више                                                                 | 6064     |
| 45  | Просечан број деце                                                                               | 2.12     |
| 46  | Становништво рођено у ентитету                                                                   | 82228    |
| 47  | Мушко становништво рођено у ентитету                                                             | 38768    |
| 48  | Женско становништво рођено у ентитету                                                            | 43460    |
| 49  | Становништво рођено у другом ентитету                                                            | 17963    |
| 50  | Мушко становништво рођено у другом ентитету                                                      | 7908     |
| 51  | Женско становништво рођено у другом ентитету                                                     | 10055    |
| 52  | Становништво од 5 година и више резидентно у ентитету у јуну 2005. године                        | 86559    |
| 53  | Мушко становништво старосног доба од 5 година и више, резидентно у ентитету у јуну 2005. године  | 39638    |
| 54  | Женско становништво старосног доба од 5 и више година, резидентно у ентитету у јуну 2005. године | 46921    |
| 55  | Становништво од 5 година и више које је живело у другом ентитету у јуну 2005. године             | 3795     |
| 56  | Мушко становништво старије од 5 година које је живело у другом ентитету у јуну 2005. године      | 1832     |
| 57  | Женско становништво старије од 5 година које је живело у другом ентитету у јуну 2005. године     | 1963     |
| 58  | Становништво од 3 године и више које говори аутохтони језик                                      | 1808     |
| 59  | Мушко становништво старо 3 године и више које говори аутохтони језик                             | 864      |
| 60  | Женско становништво старо 3 године и више које говори аутохтони језик                            | 944      |
| 61  | Становништво од 3 године и више које говори аутохтони језик и не говори шпански језик            | 8        |
| 62  | Мушко становништво старо 3 године и више које говори аутохтони језик и не говори шпански         | 2        |
| 63  | Женско становништво старо 3 године и више које говори аутохтони језик и не говори шпански језик  | 6        |
| 64  | Становништво старо 3 године и више које говори аутохтони језик и шпански                         | 1602     |
| 65  | Мушко становништво старо 3 године и више које говори аутохтони језик и шпански                   | 777      |
| 66  | Женско становништво старо 3 године и више које говори аутохтони језик и шпански                  | 825      |
| 67  | Становништво од 5 година и више које говори аутохтони језик                                      | 1798     |
| 68  | Становништво од 5 година и више које говори аутохтони језик и не говори шпански језик            | 8        |
| 69  | Становништво од 5 година и више које говори аутохтони језик и говори шпански језик               | 1595     |
| 70  | Становништво у домородачким домаћинствима                                                        | 4317     |
| 71  | Становништво са ограничењима у активностима                                                      | 3947     |
| 72  | Становништво са ограниченим ходањем или кретањем, горе или доле                                  | 2185     |
| 73  | Становници са ограничењима вида, чак и уз кориштење сочива                                       | 1098     |
| 74  | Становништво са ограничењима говора, комуникације или конверзације                               | 370      |
| 75  | Становништво са ограниченим слухом                                                               | 403      |
| 76  | Становништво са ограничењима при одевању, купању или јелу                                        | 205      |
| 77  | Становништво са ограничењима у опажању или учењу једноставних ствари                             | 204      |
| 78  | Становништво са менталним ограничењима                                                           | 347      |
| 79  | Становништво без ограничења активности                                                           | 96490    |
| 80  | Становништво од 3 до 5 година које не похађа школу                                               | 2945     |
| 81  | Мушко становништво од 3 до 5 година које не похађа школу                                         | 1529     |
| 82  | Женско становништво од 3 до 5 година које не похађа школу                                        | 1416     |
| 83  | Становништво од 6 до 11 година које не похађа школу                                              | 290      |
| 84  | Мушко становништво од 6 до 11 година које не похађа школу                                        | 149      |
| 85  | Женско становништво од 6 до 11 година које не похађа школу                                       | 141      |
| 86  | Становништво од 12 до 14 година које не похађа школу                                             | 359      |
| 87  | Мушко становништво од 12 до 14 година које не похађа школу                                       | 220      |
| 88  | Женско становништво од 12 до 14 година које не похађа школу                                      | 139      |
| 89  | Становништво од 15 до 17 година похађа школу                                                     | 3917     |
| 90  | Мушко становништво од 15 до 17 година похађа школу                                               | 1811     |
| 91  | Женско становништво између 15 и 17 година живота у школи                                         | 2106     |
| 92  | Становништво од 18 до 24 године похађа школу                                                     | 4209     |
| 93  | Мушко становништво од 18 до 24 године похађа школу                                               | 1971     |
| 94  | Женско становништво од 18 до 24 године похађа школу                                              | 2238     |
| 95  | Становништво од 8 до 14 година које не може да чита и пише                                       | 262      |
| 96  | Мушко становништво старосног доба од 8 до 14 година које не може да чита и пише                  | 159      |
| 97  | Женско становништво старосног доби од 8 до 14 година које не може да чита и пише                 | 103      |
| 98  | Становништво од 15 година и више које је неписмено                                               | 3936     |
| 99  | Мушко становништво од 15 година и више које је неписмено                                         | 1349     |
| 100 | Женско становништво од 15 година и више које је неписмено                                        | 2587     |
| 101 | Становништво старо 15 и више година без школовања                                                | 4529     |
| 102 | Мушко становништво старо 15 и више година без школовања                                          | 1668     |
| 103 | Женско становништво старо 15 и више година без школовања                                         | 2861     |
| 104 | Становништво старосног доба 15 и више година са непотпуним основним образовањем                  | 6863     |
| 105 | Мушко становништво старосног доба од 15 година и више са непотпуном основним образовањем         | 3031     |
| 106 | Женско становништво старосног доба 15 и више година са непотпуном основним образовањем           | 3832     |
| 107 | Становништво старо 15 и више година са комплетним основним образовањем                           | 12562    |
| 108 | Мушко становништво старо 15 година и више са комплетним основним образовањем                     | 5415     |
| 109 | Женско становништво старо 15 и више година са комплетним основним образовањем                    | 7147     |
| 110 | Становништво старосног доба 15 и више година са непотпуним средњим образовањем                   | 2884     |
| 111 | Мушко становништво старосног доба од 15 година и више са непотпуним средњим образовањем          | 1595     |
| 112 | Женско становништво старосног доба од 15 година и више са непотпуним средњим образовањем         | 1289     |
| 113 | Становништво старо 15 и више година са пуним секундарном образовањем                             | 16677    |
| 114 | Мушко становништво старосног доба од 15 година и више са пуним секундарном образовањем           | 7955     |
| 115 | Женско становништво старосног доба од 15 година и више са пуним секундарном образовањем          | 8722     |
| 116 | Становништво старије од 18 година са постосновним образовањем                                    | 26540    |
| 117 | Мушко становништво старије од 18 година са постосновним образовањем                              | 12111    |
| 118 | Женско становништво старије од 18 година са постосновним образовањем                             | 14429    |
| 119 | Просечна оцена школовања                                                                         | 9.03     |
| 120 | Просечан ниво образовања мушке популације                                                        | 9.19     |
| 121 | Просечан ниво образовања женског становништва                                                    | 8.9      |
| 122 | Економски активно становништво                                                                   | 45203    |
| 123 | Економски активна мушка популација                                                               | 26921    |
| 124 | Економски активна женска популација                                                              | 18282    |
| 125 | Становништво које није економски активно                                                         | 32992    |
| 126 | Мушко становништво које није економски активно                                                   | 8534     |
| 127 | Женско становништво које није економски активно                                                  | 24458    |
| 128 | Запослено становништво                                                                           | 43217    |
| 129 | Запослено мушко становништво                                                                     | 25550    |
| 130 | Запослено женско становништво                                                                    | 17667    |
| 131 | Незапослена популација                                                                           | 1986     |
| 132 | Незапослена мушка популација                                                                     | 1371     |
| 133 | Незапослена женска популација                                                                    | 615      |
| 134 | Становништво без права на здравствене услуге                                                     | 50487    |
| 135 | Становништво које има право на здравствене услуге                                                | 50212    |
| 136 | Становништво које има право на ИМСС                                                              | 24379    |
| 137 | Становништво које има право на социјално осигурање                                               | 6032     |
| 138 | Становништво које има право на државно социјално осигурање                                       | 85       |
| 139 | Становништво које има право на опште осигурање или здравствено осигурање за нову генерацију      | 18898    |
| 140 | Становништво које је било једном или није било у браку током 12 година и више                    | 27738    |
| 141 | Венчано или уједињено становништво од 12 година и више                                           | 41487    |
| 142 | Становништво које је било у браку или уједињено 12 година и више                                 | 9154     |
| 143 | Становништво са католичком религијом                                                             | 86654    |
| 144 | Протестанти, еванђелисти и библијски следбеници различити од еванђелиста                         | 9470     |
| 145 | Становништво са другим религијама различитим од претходних                                       | 128      |
| 146 | Становништво без религије                                                                        | 3705     |
| 147 | Укупно пописаних домаћинства                                                                     | 25707    |
| 148 | Пописна домаћинства на челу са мушкарцима                                                        | 17627    |
| 149 | Пописна домаћинства на челу са женама                                                            | 8080     |
| 150 | Становништво у пописним домаћинствима                                                            | 100505   |
| 151 | Становништво у пописним домаћинствима на челу са мушкарцима                                      | 73271    |
| 152 | Становништво у пописним домаћинствима на челу са женама                                          | 27234    |
| 153 | Укупно домаћинстава                                                                              | 31701    |
| 154 | Укупно насељених домаћинстава                                                                    | 26219    |
| 155 | Укупно приватних кућа                                                                            | 31189    |
| 156 | Насељени приватни домови                                                                         | 25707    |
| 157 | Укупно насељених приватних кућа                                                                  | 26212    |
| 158 | Ненасељене приватне куће                                                                         | 4460     |
| 159 | Појединачна домаћинства за привремену употребу                                                   | 1022     |
| 160 | Становници у насељеним приватним кућама                                                          | 100505   |
| 161 | Насељеност станара у приватним становима                                                         | 3.91     |
| 162 | Просечно становника по соби у приватним насељеним домаћинствима                                  | 1        |
| 163 | Појединачна домаћинства са подовима од различитих материјала од земље                            | 24946    |
| 164 | Појединачна домаћинства у приземљу                                                               | 626      |
| 165 | Појединачна домаћинства са једном спаваћом собом                                                 | 8476     |
| 166 | Појединачна домаћинства са две спаваће собе и више                                               | 17125    |
| 167 | Појединачна домаћинства са једним собом                                                          | 1707     |
| 168 | Појединачна домаћинства са две собе                                                              | 3908     |
| 169 | Појединачна домаћинства са 3 собе и више                                                         | 19960    |
| 170 | Појединачна домаћинства која имају електрично светло                                             | 25459    |
| 171 | Појединачна домаћинства која немају електрично светло                                            | 152      |
| 172 | Појединачна домаћинства која имају водоводну воду у стамбеном простору                           | 24632    |
| 173 | Појединачна домаћинства која немају водоводну воду у стамбеном простору                          | 941      |
| 174 | Појединачна домаћинства која имају тоалет                                                        | 25431    |
| 175 | Појединачна домаћинства која имају канализацију                                                  | 25188    |
| 176 | Појединачна домаћинства која немају канализацију                                                 | 363      |
| 177 | Појединачна домаћинства која имају електрично светло, довод воде из јавне мреже и канализацију   | 24363    |
| 178 | Појединачна домаћинства без икаквих услова                                                       | 201      |
| 179 | Појединачна домаћинства која имају радио                                                         | 21967    |
| 180 | Појединачна домаћинства која имају телевизор                                                     | 24641    |
| 181 | Појединачна домаћинства која имају фрижидер                                                      | 20693    |
| 182 | Појединачна домаћинства која имају машину за веш                                                 | 15181    |
| 183 | Појединачна домаћинства која имају аутомобил или комби                                           | 11716    |
| 184 | Појединачна домаћинства која имају рачунар                                                       | 7191     |
| 185 | Појединачна домаћинства која имају фиксну телефонску линију                                      | 11942    |
| 186 | Појединачна домаћинства која имају мобилни телефон                                               | 18328    |
| 187 | Појединачна домаћинства која имају приступ интернету                                             | 5011     |
| 188 | Величина локације                                                                                | 11       |